# Кириллова, Ирина Арсеньевна
Ирина Арсеньевна Кириллова (англ. Irina Kirillova, род. 1931, Лондон), MBE — британский профессор русской литературы Ньюнэм-колледжа Кембриджского университета, переводчик королевской семьи, председатель епархиального собрания Сурожской епархии на момент раскола.
Родилась 1931 году в Лондоне, в семье эмигрировавшего из России военного. Как и брат, закончила филологический факультет Оксфордского университета. Работала переводчиком в первый лондонский сезон балета Большого театра и в последующие приезды балета 1956—2007 годы. Профессор (сейчас — эмерит) Ньюнэм-колледжа Кембриджского университета. Специалист по творчеству Фёдора Достоевского. Член попечительского совета ВГБИЛ. Бывший попечитель Пушкинского дома в Лондоне.
В малочисленной Сурожской епархии сблизилась с митрополитом Антонием и играла заметную роль в епархии. Вместе с другими приближёнными митрополита отрицательно отнеслась прибытию в 2002 году назначенного Московским патриархатом викария Илариона (Алфеева). По словам епископа Илариона, Кириллова написала направленное против него «заявление Епархиального совета», которое Антоний зачитывал перед литургией 16 июня. Когда престарелый митрополит не захотел продолжать читать заявление, Кириллова сама дочитала его с амвона. На пике раскола между епархией и Московским патриархатом Кириллова 14 мая 2006 года покинула пост председателя Епархиального собрания Сурожской епархии и занималась переводом приходов епархии в Константинопольский патриархат. Однако впоследствии в интервью сайту pravoslavie.ru в 2014 году и в интервью сайту prichod.ru высказывалась в примирительном ключе по отношению к Московскому Патриархату. В 2010-е годы бывала в России, где в том числе посещала храмы и монастыри Московского Патриархата
В 1999—2013 годах занимала пост директора экуменического фонда Сент-Эндрюс, позже присоединённого к Никейскому фонду.

## Награды
- Почётная грамота Правительственной комиссии по делам соотечественников за рубежом (2009)[14].

## Публикации
статьи
- Reviews : The Power of Images. Studies in the History and Theory of Response. By David Freedberg. Chicago and London: University of Chicago Press, 1989. Pp. xxv + 534 // Journal of European Studies, vol. 21, 1. — pp. 70–71. (First Published Mar 1, 1991)
- Reviews : From Pushkin to Palisandriia: Essays on the Russian Novel in Honour of Richard Freeborn. Edited by Arnold McMillin. London: Macmillan, in association with the School of Slavonic & East European Studies, 1991. Pp. 255. // Journal of European Studies, vol. 22, 2. — pp. 191–193. (First Published Jun 1, 1992)
- Reviews : The Brothers Karamazov and the Poetics of Memory. By Diane Oenning Thompson. (Cambridge Studies in Russian Literature.) Cambridge: Cambridge University Press, 1991. Pp. xvi + 358 // Journal of European Studies, vol. 23, 3. — pp. 355–356. (First Published Sep 1, 1993.)
- Reviews : Dialogues with Dostoevsky: The Overwhelming Questions. By Robert Louis Jackson. Stanford University Press: Stanford California, 1992. Pp. 346. // Journal of European Studies, vol. 25, 2. — pp. 235–237. (First Published Jun 1, 1995)
- Book Reviews : Russian Studies The Cambridge Companion to The Classic Russian Novel. Edited by Malcolm V. Jones and Robin Feuer Miller. Cambridge: Cambridge University Press, 1998. Pp. xxvi + 312. // Journal of European Studies, vol. 29, 1. — pp. 128–130. (First Published Mar 1, 1999)
- Book Reviews : The Cambridge Companion to Modern Russian Culture. Edited by Nicholas Rzhevsky. Cambridge: CUP, 1998. Pp. 372. // Journal of European Studies, vol. 31, 122. — pp. 239–241 (First Published Jun 1, 2001)
- Book Review: Keeping the Faith. Russian Orthodox Monasticism in the Soviet Union, 1917—1939 // Journal of European Studies, vol. 35, 3. — pp. 377–380. (First Published Sep 1, 2005.)

книги
- Образ Христа в творчестве Достоевского: размышления. — Центр книги ВГБИЛ им. М. И. Рудомино, 2010. — ISBN 978-5-7380-0353-0.
- Встречи. Замечательные русские люди в России и в эмиграции: [воспоминания] / [отв. ред. А. Г. Николаевская]. — Москва : Центр книги Рудомино, 2012. — 237, [2] с. — ISBN 978-5-905626-25-8
  - Встречи: замечательные русские люди в России и в эмиграции. — 2-е издание, дополненное. — Москва: Центр книги Рудомино, 2016. — 237 с. — 1000 экз. — ISBN 978-5-00087-099-0.